# V kůži Kirka van Houtena
V kůži Kirka van Houtena (v anglickém originále Hardly Kirk-ing) je 13. díl 24. řady (celkem 521.) amerického animovaného seriálu Simpsonovi. Scénář napsali Tom Gammill a Max Pross a díl režíroval Matthew Nastuk. V USA měl premiéru dne 17. února 2013 na stanici Fox Broadcasting Company a v Česku byl poprvé vysílán 25. července 2013 na stanici Prima Cool.

## Děj
Marge rodině nařídí den bez televize poté, co najde Maggie, jak se dívá na DVD z kolekce Baby Poindexter, která byla podle zpráv stažena pro neúčinnost při výchově dětí. Retrospektiva odhalí, že dotyčný materiál způsobil Bartovi v dětství slintací záchvat, zatímco Líza proměnila krabici DVD v interaktivní dioráma. Posléze se rodina vydává do knihkupectví, kde Homera fascinují hádanky se skrytými předměty, a tak začne své schopnosti využívat k hledání lidí a běžných předmětů v reálném světě. 
Bart se mezitím zdržuje u Milhouse. Když se Bart nudí, nastříká Milhousovi do vlasů epoxid. Bart ho nechá ostříhat, aby jej odstranil, ale ve výsledku je odstraněna většina Milhousových vlasů, takže vypadá stejně jako jeho otec Kirk. S Bartovou pomocí se Milhouse převlékne za svého otce, stane se vyšším pomocí podomácku vyrobených chůd z plechovek od barvy a jeho hlas zní jako Kirkův, když si pevně uváže kravatu kolem krku. Bart toho využije ve svůj prospěch, protože Milhouse, který vypadá jako dospělý, je nyní schopen páchat dospělé činnosti. Milhouse šikanuje Homera, nakupuje věci pro školní rváče Jimba, Kearneyho a Dolpha a účastní se komunálních voleb. 
Líza jde spolu s Milhousem a Bartem do centra Springfieldu. Kvůli bezplatné snídani jsou všichni nuceni navštívit prezentaci prodeje bytů, ale zjistí, že dveře byly zamčeny, aby nemohli odejít. Prodavačka, jež si myslí, že Milhouse je dospělý, se ho pokusí svést. Homer a Marge si uvědomí, že jejich děti zmizely, a spěchají je najít. Milhouse se později Kirkovi omluví, že se za něj vydával, a přizná, že chce vyrůst a být jako on.

## Přijetí

### Hodnocení
Epizoda získala v demografické skupině diváků ve věku 18–49 let rating 2,0 a sledovalo ji celkem 4,57 milionu diváků. Díky tomu se stala druhým nejsledovanějším pořadem té noci v rámci bloku Animation Domination na stanici Fox.

### Kritika
Díl získal převážně pozitivní recenze. 
Robert David Sullivan z The A.V. Clubu mu udělil známku B−, když řekl: „Stále máme daleko k epizodám Simpsonových s emocionální rezonancí, ale obyčejná podivnost funguje lépe než neustálé prostřihy a popkulturní kapky minulého týdne. Milhouse není nadužívaná postava a stále má něco jako Charlie Brown, který nám umožňuje vidět humor v jeho dospělých, dobře formulovaných neurózách, takže nemáme pocit, že se smějeme skutečnému malému chlapci.“.
Rob Dawson ze serveru TV Equals ohodnotil epizodu kladně: „V kůži Kirka van Houtena je přesně ten typ dílu, který bych si přál, aby Simpsonovi v dnešní době mohli vypumpovat každý týden. Je dobře vystavěný a vtipný, je takový, jaký bych chtěl, aby Simpsonovi v pozdním období byli. Drží pohromadě, hraje si s větším rozšířeným vesmírem Springfieldu, aniž by působil jako přehlídka, a hlavně je zábavný.“.
Tom Gammill a Max Pross byli za scénář k této epizodě nominováni na Cenu Sdružení amerických scenáristů za vynikající scénář k animovanému filmu na 66. ročníku těchto cen.